# South Goa
Der Distrikt South Goa (Marathi दक्षिण गोवा जिल्हा, Konkani दक्षिण गोंय, „Süd-Goa“) ist einer der zwei Distrikte im indischen Bundesstaat Goa. Die Fläche beträgt 1966 km². Sitz der Verwaltung ist die Stadt Margao.

## Geographie

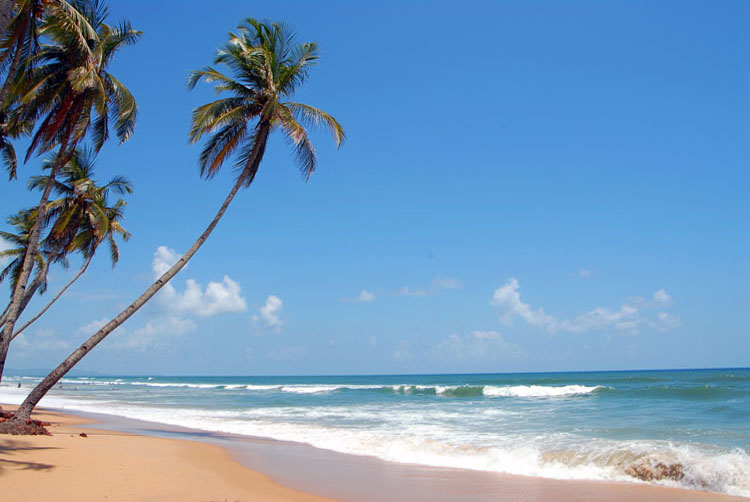
Strand von Colva

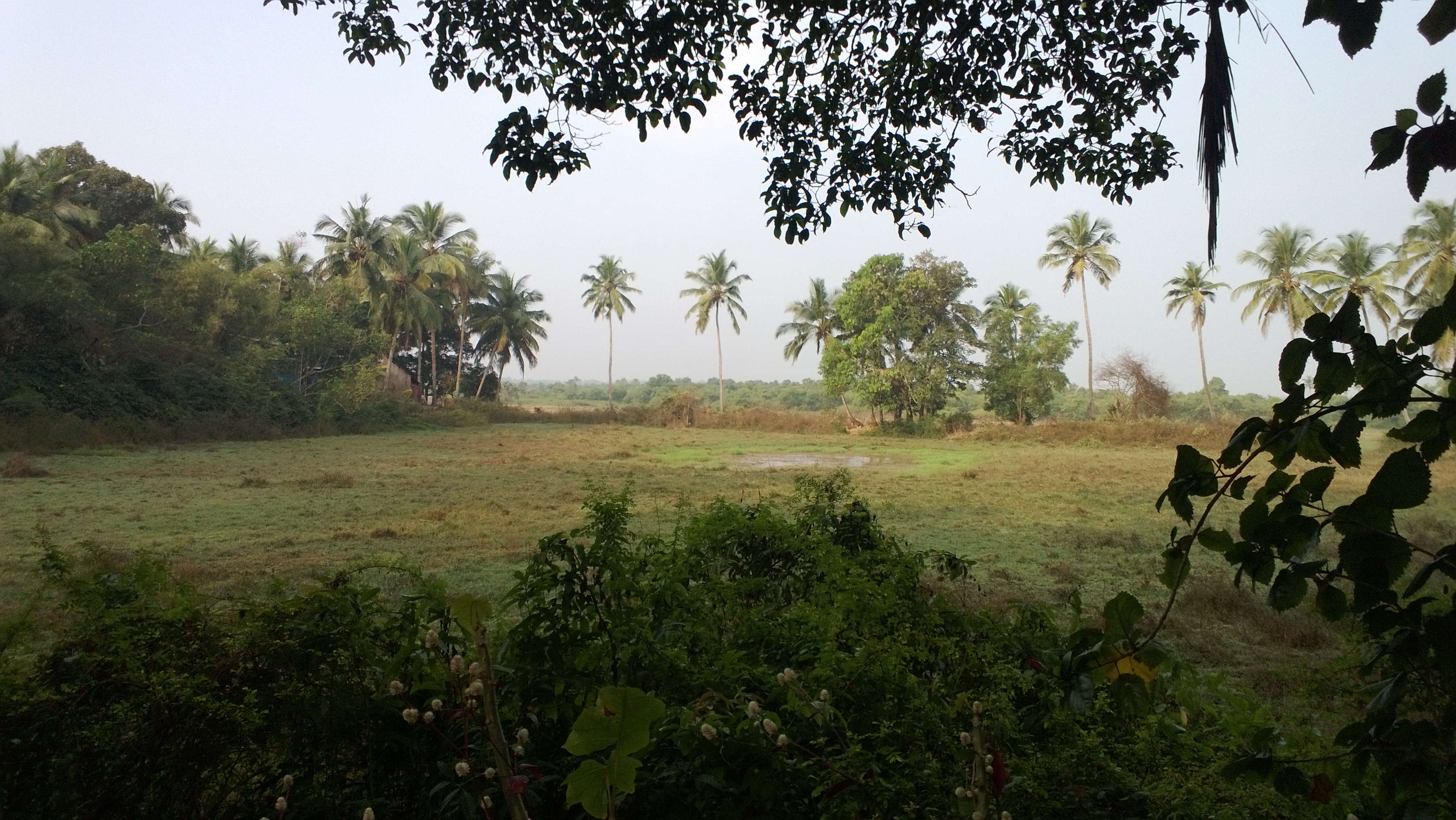
Reisfeld und Kokospalmen im Tehsil Salcette

South Goa grenzt im Westen an das Arabische Meer, im Norden an den Distrikt North Goa, und im Osten und Süden an den Distrikt Uttara Kannada von Karnataka.
Sowohl der Distrikt South Goa, als auch der Distrikt North Goa können physiogeographisch grob in drei Landschaftsformen unterteilt werden: die Bergregion der Sahyadris, ein Teil der Westghats, im Osten, ein Plateau von mittlerer Höhe und die Küstenebene im Westen. Die Sahyadris erreichen eine durchschnittliche Höhe von 800 Metern und bilden eine Wasserscheide. Ein Großteil der Fließgewässer Goas entspringt in diesem Bergland. Das mittlere Plateau liegt auf einer Höhe von 30 bis 100 Metern. Die Küstenebene ist durch eine landschaftlich reizvolle Abfolge von Buchten und Landzungen, die von den großen Mündungen der Flüsse Mandovi und Zuari unterbrochen und von kleineren Mündungen durchsetzt ist, gekennzeichnet. Der helle, palmengesäumte Sandstrand von Colva bildet eine wesentliche Touristenattraktion.
Es herrscht ein tropisches Klima, das sowohl maritim, als auch durch den Monsun geprägt ist. Der Jahresniederschlag von ungefähr 3500 mm konzentriert sich zu etwa 90 Prozent auf die Monsunzeit von Juni bis September, aber auch während dem Rest des Jahres ist es relativ feucht. Die mittlere Temperatur schwankt zwischen 19,2 °C in den Monaten Dezember bis Februar und 34 °C in den Monaten April und Mai. Das Klima gilt als im Allgemeinen angenehm.

## Geschichte
Die Portugiesen gründeten 1510 in Goa eine Kolonie und dehnten sie im 17. und 18. Jahrhundert an ihre heutigen Grenzen aus. Diese Gebiete verblieben dann bei den Portugiesen, bis sie 1961 von 1947 unabhängig gewordenen Indien annektiert wurden. Goa und zwei andere ehemalige portugiesische Enklaven wurden als Unionsterritorium Goa und Daman und Diu organisiert. Goa war darin ab 1965 ein eigener Distrikt. Am 30. Mai 1987 erlangte Goa den Status eines Bundesstaats (während Daman und Diu ein Unionsterritorium blieb). Im gleichen Jahr wurde Goa in zwei Distrikte, North Goa und South Goa, unterteilt.

## Verwaltungsgliederung
Südgoa umfasst die folgenden Tehsils: Mormugao, Salcete, Sanguem, Quepem, Canacona und Dharbandora.

## Bevölkerung
Die Einwohnerzahl lag bei 589.095 (2011). Die Bevölkerungswachstumsrate im Zeitraum von 2001 bis 2011 betrug 8,73 % und lag damit unter dem indischen Durchschnitt. South Goa hat ein Geschlechterverhältnis von 986 Frauen pro 1000 Männer und damit den in Indien häufigen Männerüberschuss. Der Distrikt hatte 2011 eine Alphabetisierungsrate von 87,59 %, eine Steigerung um knapp 7 Prozentpunkte gegenüber dem Jahr 2001. Die Alphabetisierung liegt damit deutlich über dem nationalen Durchschnitt von ca. 74 %. Knapp 53,3 % der Bevölkerung sind Hindus, ca. 36,2 % sind Christen, 9,9 % sind Muslime, je 0,1 % sind Sikhs, Jainas und Buddhisten und 0,2 % gaben keine Religionszugehörigkeit an oder gehörten anderen Religionen an. 10,5 % der Bevölkerung sind Kinder unter 6 Jahre. Konkani ist die Muttersprache einer Mehrheit der im Süden Goas lebenden Menschen. Marathi wird von einer beträchtlichen Anzahl von Menschen gesprochen. Englisch und Hindi werden von einer Mehrheit der Bevölkerung verstanden. Portugiesisch wird auch von einigen wenigen Leuten gesprochen und verstanden.
Knapp 64,6 % der Bevölkerung leben in Städten. Größte Stadt ist Margao mit 87.650 Einwohnern.

## Wirtschaft
Die lokale Wirtschaft wird stark vom Tourismus geprägt. Lebensstandard, Einkommen und Bildungsniveau liegen weit über dem indischen Durchschnitt.